# Острови Есекібо-Західна Демерара
Острови Есекібо-Західна Демерара (англ. Essequibo Islands-West Demerara) — регіон в Гаяні, розділений на дві частини річкою Есекібо. Адміністративний центр — місто Вред-ен-Хоп.
На півночі регіон межує з Атлантичним океаном, на сході з регіоном Демерара-Махайка, на заході з регіонами Куюні-Мазаруні і Померун-Супенаам.

## Населення
Уряд Гаяни проводив три офіційні переписи, починаючи з адміністративних реформ 1980: в 1980, 1991 і 2002 роках. У 2012 році населення регіону досягло 107 416 осіб. Офіційні дані переписів населення в регіоні Острови Есекібо-Західна Демерара :
- 2012: 107416 чоловік
- 2002: 103061 чоловік
- 1991: 95975 чоловік
- 1980: 104750 чоловік